# Ninh Thọ
Ninh Thọ là một xã thuộc thị xã Ninh Hòa, tỉnh Khánh Hòa, Việt Nam.
Xã Ninh Thọ có diện tích 26,88 km², dân số năm 1999 là 6.841 người, mật độ dân số đạt 255 người/km².